# London River Services
London River Services är ett dotterbolag till Transport for London (TfL), som ansvarar för persontrafik på Themsen i London, England.  Bolaget driver själva inte någon färjetrafik men de ger tillstånd till de operativa bolagen så att trafiken består av både linjetrafik och rekreationsinriktad turisttrafik. 
Det allra mesta av passagerartrafiken går utmed floden, istället för från ena flodstranden rakt över till andra sidan. Mestadels är Thames inte är bredare än 300 m och det finns många broar. Närmare mynningen, där bredden är större, finns det färjetrafik mellan flodstränderna.

## Externa länkar

Hållplatser längs Themsen.